# Africa Equatoriale Francese
L'Africa Equatoriale Francese (Afrique-équatoriale française - AEF) era una federazione di possedimenti francesi nell'Africa centrale durante il colonialismo. Si estendeva dal fiume Congo fino al Sahara, con una superficie di 2.349.651 km².

## Storia
Fondata nel 1910, la federazione univa quattro territori: Gabon, Congo francese (oggi Repubblica del Congo), Ubangi-Sciari (oggi Repubblica Centrafricana) e Ciad (sebbene l'ultimo sia diventato un'entità amministrativa distinta in seno alla federazione solo nel 1920). La sede amministrativa si trovava a Brazzaville.
Nel 1911, in seguito alla crisi di Agadir, la Francia cedette parte del territorio della federazione alla colonia tedesca del Camerun. Questa concessione fu annullata in seguito alla sconfitta della Germania nella prima guerra mondiale.
Durante la seconda guerra mondiale, nell'agosto del 1940, la federazione si unì alle Forze libere francesi guidate da Félix Éboué, con l'eccezione del Gabon, che si schierò con la Repubblica di Vichy, diventandone un importante avamposto in Africa. Alla fine della seconda guerra mondiale il controllo della colonia tornò al governo di Parigi. Durante la quarta repubblica francese (1946-1958), la federazione era rappresentata nel parlamento. Nel settembre del 1958, con un referendum, i territori scelsero di diventare indipendenti. Nel 1959 venne formata una repubblica federale a interim, chiamata Unione delle repubbliche centrafricane, che si sciolse nel 1960 con la nascita delle quattro nazioni moderne Gabon, Repubblica del Congo, Repubblica Centrafricana e Ciad

## Generalità
L'Africa equatoriale francese confinava a nord con la Libia italiana, a est con il Sudan britannico; a sud con il Congo belga e con l'exclave portoghese di Cabinda; a ovest con l'oceano Atlantico la Guinea spagnola, il Camerun francese, la Nigeria britannica e l'Africa Occidentale Francese.

## Configurazione orizzontale
L'AEF presentava una configurazione poco regolare, tanto che in essa si potevano distinguere nettamente alcune zone principali con caratteri ben definiti: 
- Gabon: la parte più occidentale della colonia bagnata dall'oceano Atlantico e compresa tra questo e il bacino del Congo, presentava il tipico aspetto del paese a terrazze. Si aveva infatti una striscia di sedimenti secondari e terziari, larga non più di 50 km che stava alla base dell'altipiano africano. Il quale assumeva in questa zona la configurazione di una serie di alture, per lo più parallele alla costa, ergentesi le une dietro le altre a mano a mano che aumentava all'altitudine. La costa in questo settore era sabbiosa o melmosa fino a capo Lopez; uniforme e tutta costellata di piccoli stagni e di piccoli laghi a sud di questo;
- la zona del medio Congo e dell'Ubangi: comprendeva un tratto del bassipiano congolese originato da un sistema di laghi posti a diverse altitudini, che gettavano le loro acque gli uni negli altri; e i massicci che circondavano la depressione dell'Africa centrale.
- zona dello Chari e del Ciad: era un territorio uniforme, lievemente in pendio, formato da una serie di altipiani a sud e dalla pianura del Ciad a nord;
- la zona del Sahara.

## Configurazione verticale
Nell'altipiano del Gabon un particolare rilievo avevano i monti di Cristallo (che raggiungono la massima altitudine nel 1.600 m del massiccio del Muni, la catena del Mozambè e la seconda dell'Ogouè (che si sviluppa in direzione nordovest - sudest, con un'altezza che si aggirava attorno a 1.000 m). Nella regione del Medio Congo e dell'Ubangi e lo Sciari, tendeva ad aumentare nelle zone che cingevano la depressione dell'Africa centrale. Si avevano così a est il monte Chala (1.400 m) e il monte Mazza (1.800 m) che separavano il bacino del Ciad e il bacino del Congo da quello del Nilo, e ad ovest lo Yadè (1.400 m) che si congiungeva agli altipiani del Camerun. Nella regione dello Chari non si avevano rilievi orografici di una certa importanza, ma solo piccole alture di formazione granitica, dette Kagas. Nell'estremità settentrionale della colonia, proprio a ridosso del confine con la Libia sorgeva il massiccio del Tibesti che rappresentava il limite occidentale del bacino del Ciad, qui la massima altezza era raggiunta dall'Emi Koussi (3.400 m).